# Carlo Strenger
Carlo Strenger, né le 16 juillet 1958 à Bâle et mort le 25 octobre 2019 à Tel-Aviv, de nationalités suisse et israélienne, est un essayiste, professeur de psychologie et de philosophie, écrivain, chroniqueur, membre du Séminaire de psychanalyse existentielle de Zurich ; il fait aussi partie du comité d'observation du terrorisme au sein de la Fédération mondiale des scientifiques.

## Biographie
Carlo Strenger a grandi dans une famille juive orthodoxe. Après être passé du judaïsme orthodoxe à l’athéisme laïque, ce qu’il considère rétrospectivement comme l’expérience déterminante de sa vie, Strenger a vécu un an en Israël. Il a ensuite fait des études de psychologie et de philosophie à Zurich et a été habilité comme professeur à la suite de son doctorat à l’université hébraïque de Jérusalem en 1989,. 
Il a commencé une carrière d’enseignant à l’université de Tel Aviv, où il occupe une chaire en 2015. Carlo Strenger siège en outre au conseil scientifique de la Fondation Sigmund-Freud à Vienne, il est Senior Research Fellow au Center of Terrorism Studies de la City University de New York, boursier du Collège scientifique de Berlin et membre du Séminaire de psychanalyse existentielle de Zurich. Il publie des articles sur les politiques israélienne et européenne dans le conflit au Moyen-Orient et sur des sujets culturels, notamment pour le journal israélien Haaretz, le journal suisse Neue Zürcher Zeitung ou le The Guardian. 
Il se définit comme un « libéral de gauche » mais n'a jamais hésité à faire preuve de critique à son égard lorsqu'il le jugeait nécessaire. 
Polyglotte, il s'exprime aussi bien en allemand, en anglais qu'en français ou en hébreu.
Sa femme est Julia Elad-Strenger, professeur et psychologue politique.

### Psychanalyse
La psychanalyse fut le premier terrain d’études de Strenger. Sa perspective s’inscrit dans une démarche interdisciplinaire croisant la pratique psychanalytique avec les recherches en sociologie, en économie et en neurosciences. Dans son livre Individuality, the Impossible Project, devenu un best-seller il a développé une nouvelle approche théorique et clinique montrant que les rapides transformations culturelles, sociales et économiques de ces dernières décennies ont conduit à de nouvelles constellations psychodynamiques qui diffèrent beaucoup des modèles psychanalytiques antérieurs. Strenger est considéré par certains critiques comme l’un des théoriciens les plus créatifs de la psychanalyse moderne.

### Mondialisation
À partir de 2000, Carlo Strenger explore l’influence de la mondialisation sur le psychisme individuel, la culture et la politique. Dans son ouvrage The Designed Self, il s’intéresse aux générations qui grandissent dans une réalité globalisée et montre comment, parce qu’elles sont beaucoup plus influencées par les médias contemporains que par l’histoire et les traditions, elles souffrent souvent d’un syndrome de désorientation. Il a élargi ce modèle dans son livre La peur de l’insignifiance nous rend fous, traduit dans de nombreuses langues. Il y explique que l’humanité a engendré une nouvelle mutation - il l’appelle Homo globalis - définie par une relation très intense avec l’infodivertissement via le Net.  
Il porte un regard critique sur les mythes du capitalisme mondial, principalement sur l’idée que tout est faisable, symbolisée par le célèbre slogan publicitaire : « Just Do It ! ». À l’aide de données cliniques, sociologiques et économiques, il explique comment ce cadre de référence global rend très difficile pour Homo globalis de développer une estime de soi stable, en conséquence de quoi celui-ci souffre d’une peur accrue de l’insignifiance. Dans Freud’s Legacy in the Global Era, il développe la pertinence clinique de ce modèle en recourant à des études de cas détaillées.

### Politique israélienne et conflit au Moyen-Orient
Carlo Strenger travaille comme journaliste politique à partir de 1997. Il écrit régulièrement des articles depuis 2007 pour le grand journal libéral de gauche israélien Haaretz, mais aussi pour le journal suisse Neue Zürcher Zeitung depuis 2012 et ponctuellement pour The Guardian,. 
Le journaliste de Die Zeit, Jörg Lau, a dit de lui qu’il était « l’une des voix les plus avisées de la gauche israélienne ». Strenger critique la politique de colonisation d'Israël, qu’il considère comme un grand péril, autant moral que politique, pour l’avenir de ce pays. Mais Strenger critique aussi la condamnation unilatérale d’Israël, notamment venant de gauche. Il insiste sur le fait que ces condamnations nient purement et simplement la complexité du conflit au Moyen-Orient[réf. nécessaire]. 
Il a longtemps été partisan d’une solution à deux États dans le conflit israélo-palestinien, mais depuis 2011 il ne cache pas son pessimisme, et se demande si cette solution est toujours réalisable vu le virage à droite de la politique israélienne et la faiblesse de la direction palestinienne,. Le livre de Strenger Israel : Einführung in ein schwieriges Land [Israël : un pays difficile] a été considéré dans un article du journal Die Zeit comme « l’un des livres les plus importants parus ces dernières années sur Israël », livre qui a contribué à sa célébrité et à sa réputation d'« intellectuel attaché à la raison ». Strenger y montre qu’Israël est pris dans une bataille culturelle autour de l’identité du pays, où les forces libérales de gauche et laïques, qui dominent l’économie et la culture, se retrouvent aujourd’hui en minorité. Il explique en outre à quel point les forces ultra-orthodoxes, nationalistes de droite et nationalistes religieuses réunies dans une coalition anti-libérale modifient profondément le caractère d’Israël.

### Philosophie politique
Dans La peur de l’insignifiance nous rend fous, Carlo Strenger démontrait déjà que la culture occidentale est profondément affaiblie par des tendances relativistes qui rendent impossible la défense de ses valeurs[réf. nécessaire]. Il plaidait pour un retour aux valeurs des Lumières. Dans Zivilisierte Verachtung – Eine Anleitung zur Verteidigung unserer Freiheit (Le Mépris civilisé. Pour la défense de notre liberté), « l'un de ses meilleurs livres » selon Pierre Deshusses dans Le Monde, Strenger fait valoir que l’idéologie du politiquement correct, bien qu’initiée avec de bonnes intentions, est contre-productive dans la mesure où elle a contribué à rendre illégitime toute forme critique, sauf celle de notre propre culture. Quand une grande partie de la gauche et des libéraux est pour ainsi dire paralysée par la logique du politiquement correct, d’aucuns comme Marine Le Pen et des mouvements comme Pegida, sous couvert de reprendre le flambeau de la défense de l’Occident, ne font qu’enterrer les valeurs de liberté qu’ils prétendent défendre. 
Carlo Strenger propose comme solution de remplacement au politiquement correct l’attitude du « mépris civilisé » qui remet au goût du jour le principe de tolérance hérité des Lumières : au lieu de respecter aveuglément toutes les formes de croyance et tous les modes de vie, il faudrait garder à l’esprit que rien ni personne ne devrait être à l’abri d’une critique solidement fondée.

## Publications

### Monographies
- (en-US) Between Hermeneutics and Science: An Essay on the Epistemology of Psychoanalysis, Madison (CT), International Universities Press, 1991.  (ISBN 978-0823604975)
- (en-US) Individuality, the Impossible Project, Madison (CT) : International Universities Press, 1998.  (ISBN 978-0823626250)
- (en-US) The Quest for Voice in Contemporary Psychoanalysis, Madison (CT), International Universities Press, 2002.  (ISBN 978-0823657629)
- (en) The Designed Self, Londres, Routledge, 2004.  (ISBN 978-0881634198)
- (en-US) The Fear of Insignificance: Searching for Meaning in the Twenty-first Century, New York, Palgrave-Mcmillan, 2011.  (ISBN 978-1138840294)
- (de) Israel – Einführung in ein schwieriges Land, Berlin, Suhrkamp Verlag, 2011.  (ISBN 978-3-633-54255-0)
- (de) Zivilisierte Verachtung – Eine Anleitung zur Verteidigung unserer Freiheit, Berlin, Suhrkamp Verlag, 2015.  (ISBN 978-3-518-07441-1)
- (en) Freud’s Legacy in the Global Era, Londres, Routledge, 2015.  (ISBN 978-1138840294)
- (de) Abenteuer Freiheit : Ein Wegweiser für unsichere Zeiten, Suhrkamp Verlag, 2017, 122 p. (ISBN 978-3518071441)
- (de) Diese verdammten liberalen Eliten. Wer sie sind und warum wir sie brauchen. Suhrkamp-Verlag, Edition Suhrkamp, Berlin 2019,  (ISBN 978-3518074985)

### Traductions en français
- La Peur de l'insignifiance nous rend fous : Une quête de sens et de liberté pour le XXe siècle [« The Fear of Insignificance: Searching for Meaning in the Twenty-first Century »]  (trad. de l'anglais), Paris, Belfond, 2013, 327 p. (ISBN 978-2-7144-5197-2)
- Le Mépris civilisé [« Zivilisierte Verachtung – Eine Anleitung zur Verteidigung unserer Freiheit »]  (trad. de l'allemand), Paris, Belfond, 2016, 163 p. (ISBN 978-2-7144-7110-9)
- Allons-nous renoncer à la liberté ? : Une feuille de route pour affronter des temps incertains [« Abenteuer Freiheit : Ein Wegweiser für unsichere Zeiten »]  (trad. de l'allemand), Paris, Belfond, 2018, 176 p. (ISBN 978-2-7144-7830-6)

### Interviews
- (en) Robert Wright, « Science Saturday : Existential Angst and Twitter » [vidéo], sur bloggingheads.tv, 16 avril 2011 (consulté le 26 octobre 2019)
- Marie-Pierre Planchon, « Carlo Strenger, philosophe et professeur de psychologie » [audio], sur France Inter, 6 janvier 2014 (consulté le 26 octobre 2019)
- (en) [vidéo] The Agenda with Steve Paikin -TVO (Canada), « Carlo Strenger : At Home in the Big World », sur YouTube
- Olivia Gesbert, « La liberté disciplinée de Carlo Strenger » [audio], sur France Culture, 12 février 2018 (consulté le 26 octobre 2019)